# Mini-ZiB
Mini-ZiB (auch MiniZiB) war eine Nachrichtensendung für Kinder des ORF, angelehnt an die Standard-Nachrichtensendungen des ORF mit dem Namen Zeit im Bild („ZiB“). Sie wurde von 1985 bis 1997 live ausgestrahlt, ab 1986 auch auf 3sat. Das Maskottchen der Sendung war Quaxi, ein lebendiger Frosch, der beim Wetterbericht gezeigt wurde und von der Veterinärmedizinischen Universität Wien als Leihgabe gestellt wurde. Zielgruppe waren 9- bis 13-jährige Kinder.

## Beschreibung und Geschichte
Obwohl die Mini-ZiB die bekanntere Nachrichtensendung für Kinder war, gab es schon vor 1985 von der Redaktion von Am dam des Nachrichten für Kinder im Vorschulalter. Es handelt sich somit nicht um einen Vorgänger der Mini-ZiB, die für Schulkinder konzipiert war.
Die Sendung wurde unter anderem von Angela Maas entwickelt; Sendungsverantwortlicher war Norbert Steidl. Sie umfasste Nachrichten aus der globalen und regionalen Tagespolitik sowie unterhaltende und bildende Themen. Außerdem wurde die Lebenswelt von Kindern in anderen Ländern gezeigt. Zumindest in den Anfangsjahren galt der Grundsatz, dass eine Person aus dem Moderatorenduo der ZiB 1 des Tages auch die Mini-ZiB präsentierte.  Häufige Moderatoren der ersten Jahre waren so die bekannten Nachrichtensprecher Hans Georg Heinke, Horst Friedrich Mayer und Ursula Stenzel. Der Moderator saß mit Moderationszetteln auf einem Stuhl ohne Pult und hatte rechts von sich einen stattlichen Globus, auf dem er den Zusehern mit dem Finger die Schauplätze der Nachrichten zeigte.
Die erste Ausgabe lief am 7. Jänner 1985. Die Mini-ZiB wurde gewöhnlich um 16.55 Uhr ausgestrahlt, um 18.00 Uhr lief die Wiederholung auf 3sat. Die Länge der Sendung betrug 10 Minuten. In den letzten Jahren wurde die Sendung auf Initiative von Generalintendant Gerhard Zeiler vorverlegt, da der Sendeplatz um 17 Uhr nicht mehr für Kinder reserviert bleiben sollte. Sie lief zuletzt um 14.50 Uhr und dauerte auch nur mehr 5 Minuten.
Ab 1995 war Matthias Euba Redakteur und Gestalter der Sendung. Unter ihm vollzog sich die Integration der Kindernachrichten in die Kinder-Programmschiene Confetti TiVi. Mit 12. Dezember 1997 wurde die Mini-ZiB endgültig eingestellt und durch die Confetti News ersetzt.

## Kritik
Im Handbuch des Kinderfernsehens wurde an der Sendung kritisiert, dass „verschachtelte Sätze verwendet und Fremdwörter nicht erklärt“ würden.